# Балясний Михайло Матвійович
Михайло Матвійович Баля́сний (нар. 22 липня 1892, Харків — пом. 11 липня 1978, Київ) — український радянський живописець. Член Асоціації художників Червоної України і Спілки художників України.

## Біографія
Народився 22 липня 1892 року в Харкові. 1909 року закінчив  Харківську художню школу. У 1909—1911 роках навчався у Харківській школі малювання і живопису (викладачі: Михайло Пестриков, Михайло Беркос, Митрофан Федоров). З 1937 року жив у Києві.
Під час німецько-радянської війни був евакуйований в Сибір де продовжив працювати художником. Виконав багато плакатів і панно. Після закінчення війни повернувся до Києва. Жив у будинку на вулиці Червоноармійській, 12, квартира 12. Помер в Києві 11 липня 1978 року.

## Творчість
Працював у галуз станкового живопису. У творчому доробку художника переважають полотна на воєнну тематику та пейзажі, створені в соцреалістичній манері. Твори:
плакати
- «Перетворимо СРСР на країну соціалістичної індустрії та електрифікації» (1930);
- «Обличчя імперіалізму — обличчя незчисленних грабіжницьких воєн» (1930);

живопис
- «На барикадах» (1927);
- «Більшовики» (1927);
- «Після погрому» (1920—1930-ті);
- «Будівництво» (1920—1930-ті);
- «Донбас» (1920—1930-ті);
- «Прикордонники» (1937);
- «Україна в полум'ї» (1942);
- «Прямою наводкою» (1943);
- «Перев'язувальний пункт у партизан» (1944);
- «Форсування Дніпра партизанами» (1944);
- «Форсування Дніпра Радянською Армією» (1946);
- «Осінь під Києвом» (1951);
- «Зимовий пейзаж» (1951);
- «Ранок у лісі» (1953);
- «Наближення весни» (1954);
- «Осінь» (1956);
- «Над Дніпром» (1957);
- «На схилах Дніпра» (1966);
- «Повноводий Дніпро навесні» (1970);
- «Березень» (1970).

Учасник всеукраїнських виставок 3 1927 року, всесоюзних — з 1951 року. Брав участь у оформленні Києва і Харкова до свят.
Твори зберігаються в музеях України.